# Горожене
Горо́жене — село в Україні, у Баштанській міській громаді Баштанського району Миколаївської області. Населення становить 27 осіб.

## Історія
Село засноване 1803 року.
12 вересня 2016 року Новосергіївська сільська рада об'єднана з Баштанською міською громадою.
Під час організованого радянською владою Голодомору 1932—1933 років померло щонайменше 31 жителя села.

## Населення
Згідно з переписом УРСР 1989 року чисельність наявного населення села становила 40 осіб, з яких 20 чоловіків та 20 жінок.
За переписом населення України 2001 року в селі мешкало 27 осіб.

## Мова
Розподіл населення за рідною мовою за даними перепису 2001 року:
| Мова       | Відсоток |
| ---------- | -------- |
| українська | 92,59 %  |
| російська  | 7,41 %   |